# Barry (Hautes-Pyrénées)
Barry ist eine französische Gemeinde mit 133 Einwohnern (Stand 1. Januar 2022) im Département Hautes-Pyrénées in der Region Okzitanien (vor 2016: Midi-Pyrénées). Die Gemeinde gehört zum Arrondissement Tarbes und zum Kanton Ossun.
Die Einwohner werden Barrois und Barroises genannt.

## Geographie
Barry liegt circa zehn Kilometer südwestlich von Tarbes in dessen Einzugsbereich (Aire urbaine) und circa acht Kilometer nordöstlich von Lourdes in der historischen Grafschaft Bigorre.
Umgeben wird Barry von den vier Nachbargemeinden:
|        | Bénac                                       |          |
| Averan | Kompassrose, die auf Nachbargemeinden zeigt |          |
| Julos  |                                             | Orincles |

Barry liegt im Einzugsgebiet des Flusses Adour am linken Ufer des Échez, einem seiner Nebenflüsse.

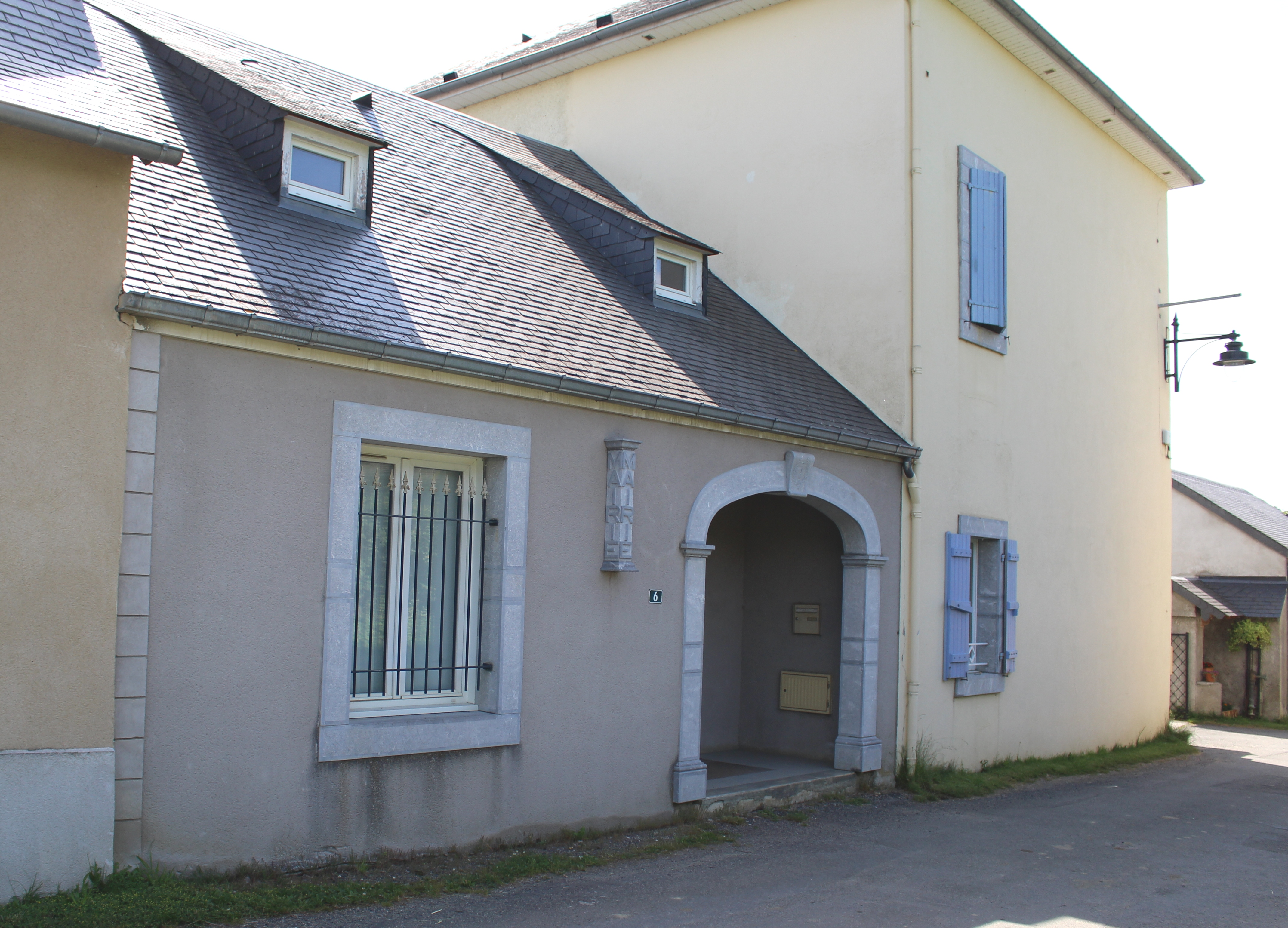
Bürgermeisteramt (Mairie) von Barry

## Toponymie
Der okzitanische Name der Gemeinde heißt Barri. Er stammt vom okzitanischen barri (deutsch Abstand, Vorort). Dies trifft auf die Gemeinde zu, die bis 1806 ein Vorort von Bénac war.
Toponyme und Erwähnungen von Barry waren:
- lieu du Barry de Benac (1737, Kirchenregister),
- Barry (1793, Notice Communale).[4][5]

## Einwohnerentwicklung
Nach Beginn der Aufzeichnungen stieg die Einwohnerzahl zu Beginn des 19. Jahrhunderts auf einen Höchststand von rund 150. In der Folgezeit sank die Größe der Gemeinde bei kurzen Erholungsphasen bis zu den 1960er Jahren auf rund 60, bevor eine Phase mit zeitweise kräftigem Wachstum einsetzte, die in jüngster Zeit wieder stagniert.
| Jahr      | 1962 | 1968 | 1975 | 1982 | 1990 | 1999 | 2006 | 2011 | 2022 |
| --------- | ---- | ---- | ---- | ---- | ---- | ---- | ---- | ---- | ---- |
| Einwohner | 58   | 64   | 65   | 65   | 78   | 112  | 128  | 130  | 133  |

## Wirtschaft und Infrastruktur

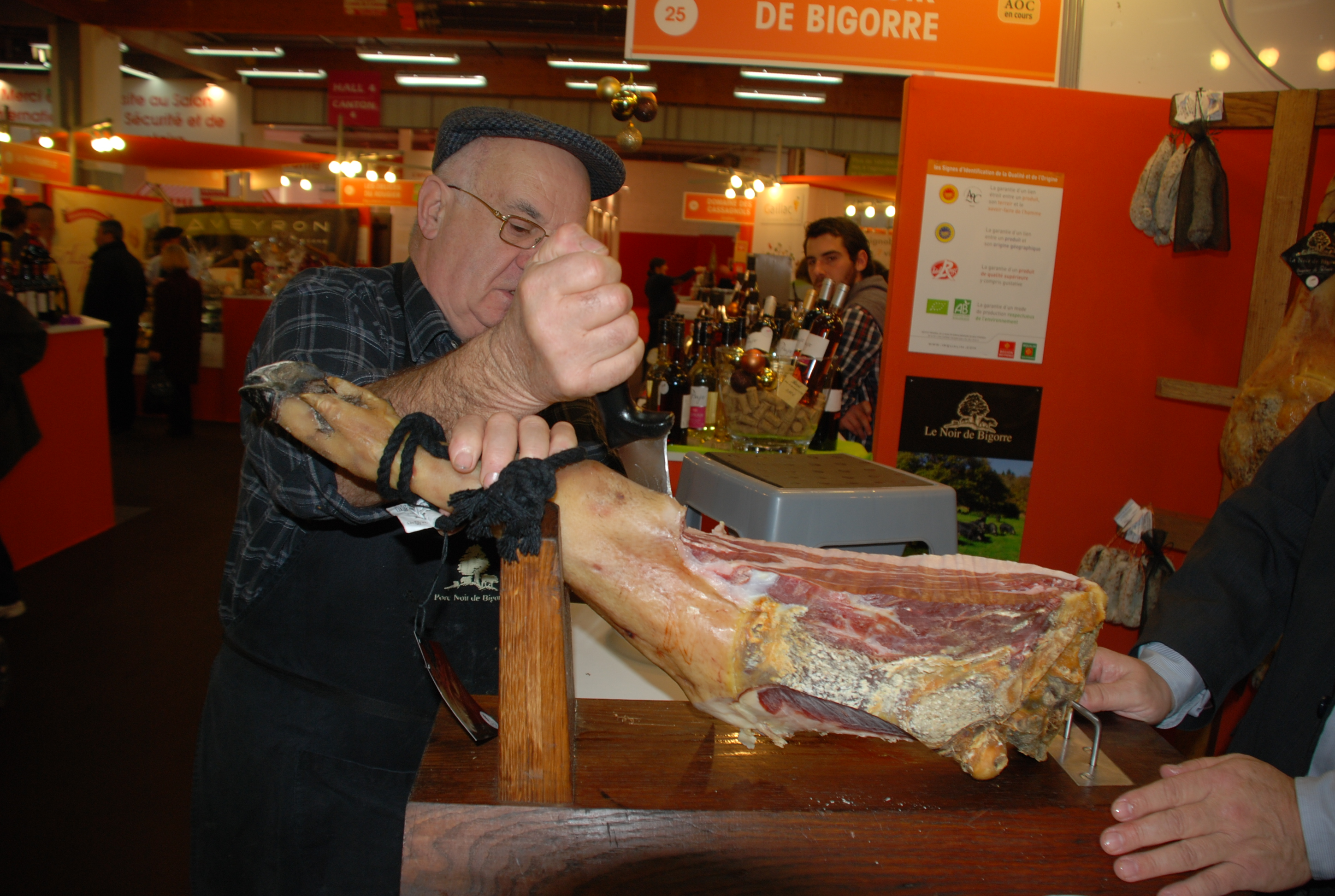
Noir de Bigorre-Schinken

Barry liegt in den Zonen AOC der Schweinerasse Porc noir de Bigorre und des Schinkens Jambon noir de Bigorre.

### Verkehr
Barry ist erreichbar über die Routes départementales 7, 507 und 507A.

## Persönlichkeiten
- Martial-Louis de Beaupoil de Saint-Aulaire (1719–1798), Bischof von Poitiers